# Système fortifié urbain d'Ensisheim
Le système fortifié urbain d'Ensisheim est un monument historique situé à Ensisheim, dans le département français du Haut-Rhin.

## Localisation
Cette construction est située à Ensisheim.

## Historique
L'édifice fait l'objet d'une inscription au titre des monuments historiques depuis 1996.